# Anisothecium ugandae
Anisothecium ugandae är en bladmossart som beskrevs av Potier de la Varde 1955. Anisothecium ugandae ingår i släktet Anisothecium och familjen Dicranaceae. Inga underarter finns listade i Catalogue of Life.